# La Bombonera (San Juan)
La Bombonera és un restaurant fundat el 1902 a San Juan, Puerto Rico, ubicat al carrer San Francisco, 259 del Vell San Juan. És considerat el tercer restaurant més antic de Puerto Rico després de «La Mallorquina» fundada el 1848 i el «Cafè Turull» fundat el 1816. Alguns dels seus productes són les Mallorques (versió criolla de les ensaïmades mallorquines), els torrons d'Alacant i Cadis, els pastissets de carn i formatge amb pasta de full, la coca de sobrassada i albercoc, el suc de taronja (jugo de china) acabat d'esprémer i el cafè, torrat diàriament.
L'edifici actual data de 1925 i ocupa dos edificis contigus del carrer San Francisco, nombres 259 i 261. Al 259 es troba el saló menjador i al 261, a la primera planta, es troben la cuina i els banys del restaurant. La tercera generació de propietaris està formada per José Gayá i Isabel Obrador Rigo, neta del fundador Antoni Rigo, entre d'altres.

## Història
Va ser fundada pel mallorquí de Felanitx Antoni Rigo Sagrera, amb el nom de «La Panaderia Mallorquina». El 1910, Antoni Rigo es va associar amb el seu cosí Gabriel Abraham Sagrera, i van crear la «Panaderia y Gran Confiteria. Rigo y Abraham». La fleca va anar ampliant la seva oferta afegint la venda de rebosteria, bombons europeus i refrescos. Es va introduir l'orxata de xufa i el cafè i l'any 1918 va néixer «La Bombonera» incorporant a la façana un vitrall estil modernista. Les seves especialitats eren les Mallorcas (abans Pan de Mallorca), Galetes Nena i Coca de Sardines.
El 1920, Rigo va tornar a Espanya i va vendre la seva participació al mallorquí Cristobal Puig, convertint-se en «Puig y Abraham». Per jerarquia cronològica haurien d'haver-escrit en les vidrieres modernistes de la façana "Abraham y Puig", però pel seu cost i donat que Puig tenia quatre lletres com Rigo, es va decidir substituir un nom per un altre. Gabriel Abraham i Cristobal Puig van obrir negocis filials amb diferents noms "Fuente de Soda PADIN", "Acuarium", "La Bombonera" a Santurce, "Cafeteria Mallorca" i "La Riqueña". La fleca a l'edifici "Nena" (1923) va assortir de pa i galetes fins a l'any 1985. El 1925, el forn original es va ampliar i es va traslladar al carrer San Justo (avui San Justo 101).

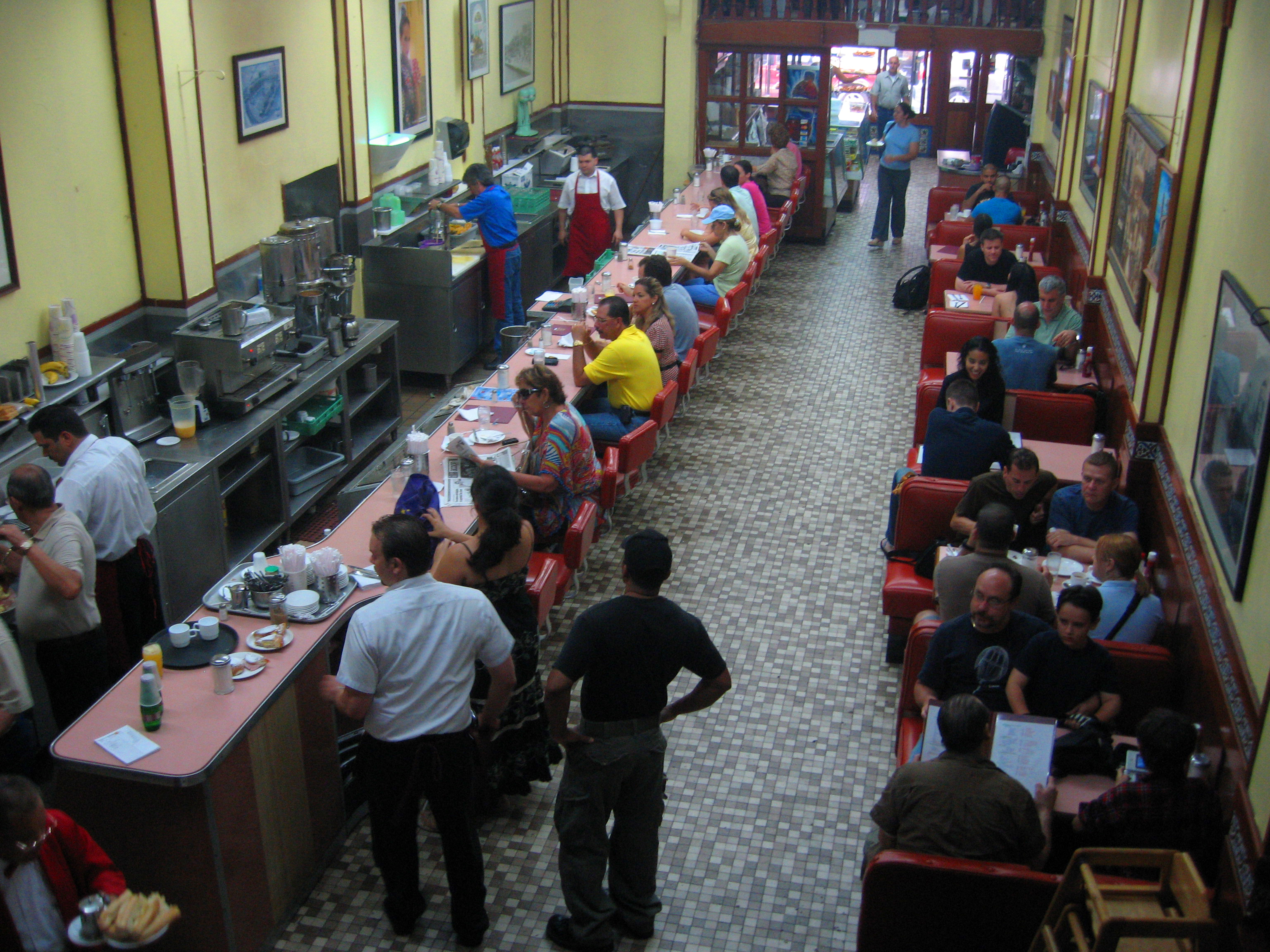
Interior La Bombonera (any 2007)

En la dècada de 1930 van formar societat amb José Gayá amb qui van crear la companyia de gelats Payco (Puig, Abraham y Co), fàbrica de gelats establerta a Hato Rey que va arribar a tenir gairebé el 90% del mercat de gelats a Puerto Rico a la dècada dels cinquanta. En aquella època va ser venuda a Cesar Calderon, pare de la governadora Sila Calderon. El 1961, Calderón va vendre Payco a Beatrice Foods. El 1993 Payco va tancar operacions, sent adquirida per Nestlé. Durant la Segona Guerra Mundial, la Bombonera va ser concorreguda per marins i va augmentar la seva oferta a sodes i l'elaboració de mantegades. Alguns anys després, Gayà es va separar per continuar només amb la venda d'aquestes mantegades i «Co». va desaparèixer del cartell, tornant a «Puig y Abraham».
El 1963, es van construir cuines a l'edifici confrontant nombre 261 i es va convertir en restaurant amb carta. El 1966, es va nomenar director a Cándido Arenas, treballador des de 1936, qui la va conduir fins al 1998. Després de 110 anys d'operació, l'abril del 2012, es va anunciar el seu tancament. El 2016 va tornar a obrir les portes de la mà de neta del fundador.